# همراه مرد
همراه مرد (فرانسوی: Un monsieur de compagnie‎) یک فیلم کمدی رمانتیک محصول ۱۹۶۴ به نویسندگی و کارگردانی فیلیپ د بروکا است که بر اساس رمان «آقای در انتظار» نوشته آندره کوتو در سال ۱۹۶۱ ساخته شده است.